# Comuna Borivka, Makariv
Borivka (în ucraineană Борівка) este o comună în raionul Makariv, regiunea Kiev, Ucraina, formată din satele Borivka (reședința), Lîsîțea, Sadkî-Stroiivka și Șnuriv Lis.

## Demografie
Componența lingvistică a comunei Borivka
     Ucraineană (97,04%)
     Rusă (2,71%)
     Alte limbi (0,26%)
Conform recensământului din 2001, majoritatea populației comunei Borivka era vorbitoare de ucraineană (97,04%), existând în minoritate și vorbitori de rusă (2,71%).